# Lansana Kouyaté
Lansana Kouyaté (Koba, 15 luglio 1950) è un politico guineano, Primo ministro dal marzo 2007 al maggio 2008.
Si è candidato alle elezioni presidenziali del 2010 e a quelle del 2015 ottenendo, rispettivamente, il 7% e l'1,2% dei voti.